# Most Çanakkale 1915
Most Çanakkale 1915 (tur. Çanakkale 1915 Köprüsü) – most wiszący w prowincji Çanakkale w północno-zachodniej Turcji nad cieśniną Dardanele, łączy Azję z Europą. Znajduje się na południe od Lapseki i Gelibolu. Jest najdłuższym mostem wiszącym na świecie.

## Historia
Most łączy dwa brzegi cieśniny Dardanele między Morzem Egejskim i Morzem Marmara. Zastępując prom, skraca czas przeprawy przez cieśninę z 30 do 4 minut. Łączy wioskę Sütlüce po europejskiej stronie, która znajduje się 10 km na południe od Gallipoli, i Lapseki po stronie azjatyckiej. Most jest częścią autostrady Çanakkale-Malkara. Inwestorem było konsorcjum czterech firm: dwóch z Korei Południowej: Daelim i SK E&C oraz dwóch z Turcji: Limak i Yapı Merkezi. Wygrały one przetarg rozpisany przez Ministerstwo Transportu i Infrastruktury i Generalną Dyrekcję ds. Autostrad. Konsorcjum utworzyło spółkę Çanakkale Highway and Bridge Construction Investment and Operation (Very Good Inc.). W konkursie wzięły udział 4 międzynarodowe konsorcja. Projekt jest finansowany w ramach partnerstwa BOT (Build-Operate-Transfer). Inwestor od momentu otwarcia będzie przez 16 lat i 2 miesiące odpowiadać za eksploatację mostu, a potem zarząd nad nim przejmie agencja rządowa. Umowę podpisano 17 marca 2017 roku. Konsorcjum ma zagwarantowane zyski z przejazdu 45 000 samochodów dziennie, jeśli zyski będą niższe, różnicę dopłaci rząd turecki.
Budowę rozpoczęto w 2017, a otwarcie nastąpiło 18 marca 2022 roku.

## Projekt
Projekt mostu przygotowała duńska firma COWI. W projekcie należało uwzględnić silnie wiejące wiatry, zabezpieczenie mostu przed zderzeniem z pływającymi pod nim statkami oraz fakt, że jest to teren aktywny sejsmicznie. Most ma 4608 m długości, a przęsło wiszące pomiędzy pylonami ma długość 2023 m. Posiada 2 jezdnie, po 3 pasy w każdą stronę. Opłata za przejazd wynosi 15 euro plus VAT.

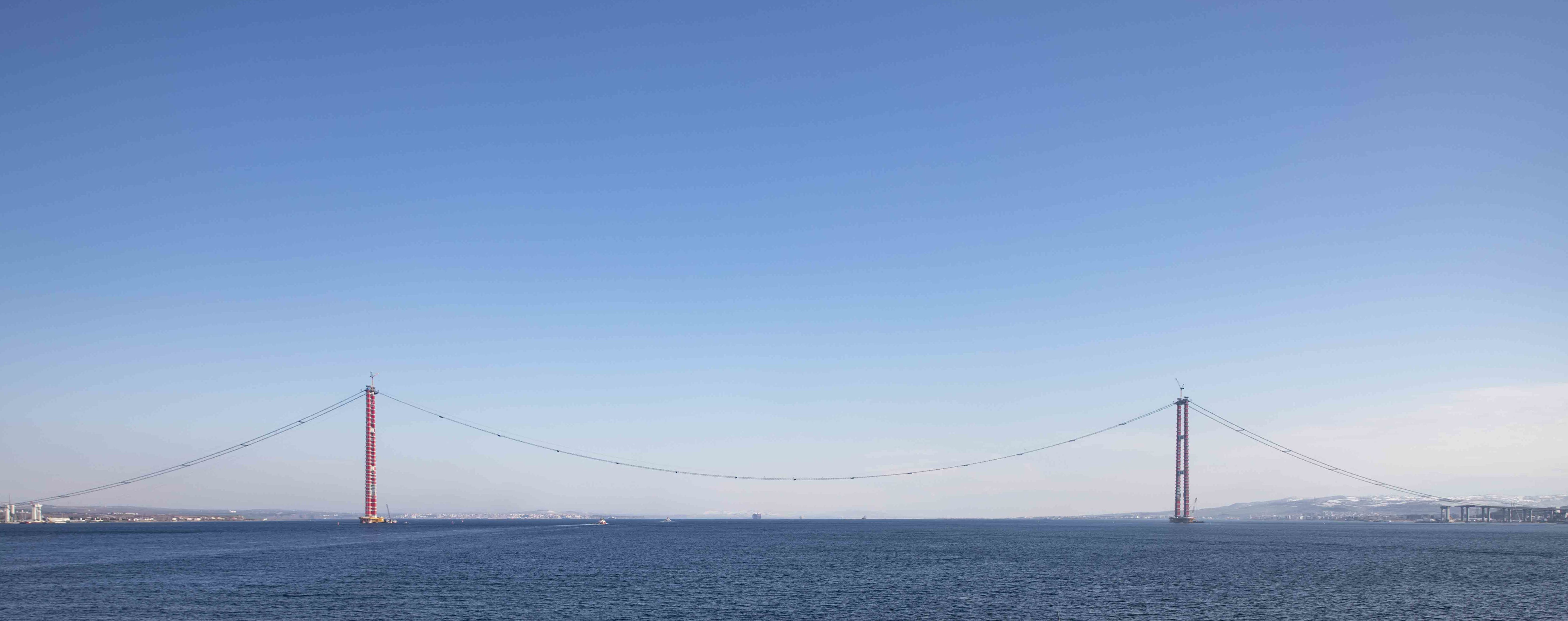
Widok na most Çanakkale 1915 podczas budowy (2021)

## Symbolika
Most otrzymał swoją nazwę dla upamiętnienia bitwy o Çanakkale 18 marca 1915 roku i zwycięstwa Imperium Osmańskiego. Rozpiętość przęsła mostu wynosząca 2023 m ma symbolizować 100. rocznicę proklamowania republiki.